# فريد رمضان
فريد رمضان (4 نوفمبر 1961 – 6 نوفمبر 2020)، روائي وسينارست ومنتج سينمائي بحريني. يعتبره الكثيرون من أبرز الروائيين الخليجيين الذين اشتغلوا على تفكيك خطاب العنصرية عبر اشتغاله على موضوع الهويات الثقافية في البحرين، حتى أطلق عليه بعض النقاد لقب «روائي الهويات». من أبرز أعماله رواية «المحيط الإنجليزي» وفيلم «الشجرة النائمة».
ولد في جزيرة المحرّق، بدأ بنشر تجاربه القصصية في الصحافة البحرينية والخليجية مع مطلع الثمانينيات من القرن العشرين. في العام 1984م نشر أول مجموعة قصصية له بعنوان البياض. عمل في فترة مبكرة من عمره في الصحافة البحرينية بدوام جزئي في جريدة الأضواء والأيام، واستمر في عمله الصحفي فرأس القسم الثقافي في جريدة الوطن ثم جريدة الوقت ومجلة هنا البحرين. كتب للإذاعة والتلفزيون العديد من البرامج، كما كتب الإعلانات التجارية والأفلام الوثائقية.
كتب الأفلام الروائية الطويلة والقصيرة للعديد من المخرجين في البحرين والإمارات العربية المتحدة والعراق وفلسطين. أسس مع المخرج البحريني محمد راشد بوعلي شركة نوران بيكتشرز للإنتاج الفني.
أصدر أول أعماله الروائية التنور؛ غيمة لباب البحرين عام 1994م عن منشورات كتاب كلمات التي تصدرها أسرة الأدباء والكتاب في البحرين. فازت روايته السوافح؛ ماء النعيم بالجائزة الأولى في حقل الرواية البحرينية من قبل وزارة الإعلام في 2007م.
تميزت تجربة فريد رمضان السردية باهتمامها بموضوع الهويات وتنوعاتها والهجرة إلى البحرين خصوصاً ودول الخليج العربية عموماً والتحولات الاجتماعية والاقتصادية التي شكلت واقعها الحالي.

## حياته ونشأته[5]
ولد فريد رمضان خامساً بين سبعة إخوة من الزوجة الثانية لأب امتهن الغوص لصيد اللؤلؤ. بعد اكتشاف النفط في البحرين في العام 1932م، وانتشار اللؤلؤ الاصطناعي ترك البحر مثل الكثير من البحرينيين وانضم للعمل في مد الأنابيب والحفر. ينتشر في جينات عائلتيه من طرفي الأم والأب حاملي مرض ثلاسيميا ومرض فقر الدم المنجلي الذي نتج عنه ولادة فريد وأكبر أخوته كمصابين بمرض فقر الدم المنجلي. ورغم معاناته الصحية إلا أنه أنهى الدراسة الثانوية تخصص أدبي من مدرسة الهداية الخليفية في العام 1980م. انتقل بعد ذلك لدراسة الطيران تخصص مراقب جوي في كلية الطيران المدني في قطر، ثم غيره لدراسة إدارة أعمال في كلية الخليج للتكنولوجيا في البحرين. حتى حصل على دبلوم حاسب آلي وإدارة أعمال – مركز بورنموث للكمبيوتر والتكنولوجيا – بريطانيا / معهد أوال في البحرين.
بجانب عمله في وزارة المالية والاقتصاد الوطني البحرينية عمل بدوام جزئي في الصحافة البحرينية حتى العام 2003م حيث تفرغ للعمل الصحفي والكتابة الأدبية والإذاعية والتلفزيونية والسينما. شارك في العديد من الملتقيات والمؤتمرات أهمها: صور من الشرق الأوسط في الدنمارك عام 2005م، مؤتمر منظمة القلم الدولية في السنغال عام 2007م. ملتقى القاهرة للإبداع الروائي عام 2005م و 2015م. شارك في الكثير من المهرجانات السينمائية العربية والعالمية، وحكم في بعضها.
يعد الروائي البحريني فريد رمضان من أبرز الروائيين الخليجيين الذين اشتغلوا على تفكيك خطاب العنصرية عبر اشتغاله على موضوع الهويات الثقافية في البحرين، حتى أطلق عليه بعض النقاد لقب «روائي الهويات».

## أعماله

### المؤلفات الأدبية[5]
- البياض – قصص قصيرة / البحرين 1984.
- تلك الصغيرة التي تشبهك – نص – منشورات أسرة الأدباء والكتاب / البحرين 1991.
- نوران – نص مشترك مع الفنان التشكيلي جمال عبد الرحيم 50 نسخة مطبوعة وموقعة بيد الفنان / البحرين 1995.
- نوران – نص – دار شرقيات للنشر / القاهرة 1997.
- التنور...غيمة لباب البحرين – رواية – منشورات أسرة الأدباء والكتاب / البحرين 1994.
- البرزخ...نجمة في سفر – رواية – المؤسسة العربية للدراسات والنشر / لبنان 2000.
- السوافح...ماء النعيم – رواية – المؤسسة العربية للدراسات والنشر / لبنان 2006.
- عطر أخير للعائلة – سيرة ناقصة – نص – وزارة الإعلام/ البحرين 2008.
- مسرحيات عربية: (نصوص مسرحية بحرينية) نصوص مسرحية مشتركة مع كتّاب من البحرين – دائرة الثقافة والإعلام / إمارة الشارقة 2010.
- رنين الموج – نص – تجربة مشتركة مع الفنان التشكيلي عمرالراشد / البحرين 2012.
- التنور...غيمة لباب البحرين – رواية – مسعى للنشر والتوزيع / كندا 2014 (الطبعة الثانية).
- المحيط الإنكليزي – رواية – دار سؤال / لبنان 2018.[8]
- البرزخ...نجمة في سفر – رواية – مسعى للنشر والتوزيع / كندا 2018 (الطبعة الثانية).
- السوافح...ماء النعيم – رواية – مسعى للنشر والتوزيع / كندا 2018 (الطبعة الثانية).[9]

### التلفزيون[5]
- تاريخ الخيول العربية في البحرين.
- البحرين.. زهرة الخليج.
- صناعة السفن في البحرين.
- صناعة النسيج والفخار.
- تاريخ القلاع في البحرين.
- متحف البحرين.

### الإذاعة[5]
- المسلسل الإذاعي الدرامي: الغلام القتيل؛ طرفة بن العبد – إخراج نبيل العلوي / 2004 (إنتاج إذاعة البحرين).
- كتب الحلقات الخاصة بالشخصيات الإعلامية البحرينية في البرنامج الخليجي «أعلام من الخليج العربي» / 2006 (إنتاج مؤسسة الإنتاج البرامجي المشترك لدول مجلس التعاون الخليجي).

### الشأن السينمائي[10]
في كتابة الفيلم الروائي الطويل:
- سيناريو فيلم حكاية بحرينية من إخراج بسام الذوادي – 2006 / شركة البحرين للإنتاج السينمائي.
- سيناريو فيلم زائر مشاركة مع المخرج بسام الذوادي – 2004 / شركة دنيا للإنتاج السينمائي.
- سيناريو فيلم الشجرة النائمة من إخراج محمد راشد بوعلي – 2014 / إنتاج نوران بيكتشرز.

في كتابة الفيلم الروائي القصير:
- المسافات الدائرية – 1986 / إخراج يوسف مال الله.
- موت شاعر: تحية لخليل حاوي – 1998 / إخراج خالد جناحي.
- الراية – 2005 / إخراج نزار جواد.
- البشارة – 2009/ إخراج محمد راشد بوعلي.
- بالأمس – 2009 – بالاشتراك مع الكاتب حسام توفيق/ إخراج عمار الكوهجي.
- صولو – 2010 / إخراج المخرج الإماراتي علي الجابري.
- سكون – 2012 / إخراج عمار الكوهجي.
- صبر الملح – 2012 / إخراج محمد إبراهيم.
- شكوى – 2013 / المخرج العراقي عماد علي.
- زينب – 2014 / إخراج محمد إبراهيم.
- قوس قزح – 2014 / إخراج محمود الشيخ.
- مكان خاص جدا – 2014 / إخراج جمال الغيلان.
- ترويدة – 2014 / إخراج محمد عتيق.

## الجوائز[5][7]
- فاز بالجائزة الأولى في مسابقة القصة القصيرة عن قصة «الخسوف» – المجلس الأعلى للشباب والرياضة – البحرين 1983م.
- فاز بالجائزة الأولى في مسابقة التأليف المسرحي عن مسرحية «درب المصل» – وزارة الإعلام البحرينية 2005م.
- فاز بالجائزة الأولى في مسابقة حقل الرواية عن رواية «السوافح، ماء النعيم» – وزارة الإعلام البحرينية 2007م.
- فاز بالجائزة الثانية في مسابقة التأليف المسرحي عن مسرحية «الرهمة.. طق يا مطر طق» – وزارة الإعلام البحرينية 2007م.
- فاز فيلم سكون بجائزة أحسن سيناريو في المهرجان السينمائي الخليجي لدول مجلس التعاون – الكويت 2013م.
- فاز سيناريو فيلم شكوى بمنحة إنتاج من إنجاز للأفلام القصيرة – دبي 2012م.
- فاز سيناريو فيلم زينب ومكان خاص جدا بمنحة إنتاج من صندوق البحرين للسينما – البحرين 2012م.
- ترشّح سيناريو فيلم الشجرة النائمة لجائزة IWC ضمن القائمة القصيرة مهرجان دبي الدولي – دبي 2013م.
- فاز فيلم الشجرة النائمة بالجائزة الثانية في قسم آفاق السينما العربية – مهرجان القاهرة السينمائي الدولي 2015م.
- فاز فيلم قوس قزح بجائزة أفضل سيناريو في مهرجان واسط السينمائي الدولي للأفلام القصيرة – العراق 2016م.
- فاز فيلم الشجرة النائمة بالجائزة الثانية في مهرجان السينما لدول مجلس التعاون الخليجي – أبوظبي 2016م.
- فاز سيناريو «خط تماس» بجائزة وزارة الداخلية بدولة الإمارات العربية المتحدة لأفضل سيناريو مجتمعي في مهرجان دبي السينمائي الدولي في دورته الرابعة عشر – دبي 2017م.

## وفاته
في أواخر العام 2020م أخذت صحته في التردي والتدهور بسبب تداعيات مرض السكلر، والتي أدت إلى قصور في عمل الرئة، حتى أدخل إلى المستشفى عدة مرات، كان آخرها في 5 نوفمبر 2020م، وتوفي في اليوم التالي بسبب هبوط حاد في الأكسجين، وضغط الدم مما أدى إلى نوبة قلبية.

## أقواله
- "إن السكلر وتجربة الموت والألم المتكررة خلقت لديّ نوعا من المواجهة مع الحياة التي هي أشبه بتجربة ميتافيزيقية مع عدو يطعن بلا رحمة، هذا العدو والصديق في آن أواجهه بالحب والكتابة والرفقة.. أيها الرفيق مرحبا بك خذ وسعك من الزيارة، وارحل سريعا"[12]
- "القصة القصيرة في البحرين خالدة خلود الإنسان، ولدت مع حضارته. شخصيا أريد أن أجعل من القصة والرواية معولا أرفع العالم بواسطته"[13]

## تكريم اسمه
- جائزة فريد رمضان لأفضل سيناريو لفيلم خليجي طويل: تعد من الجوائز المستحدثة والمميزة لمهرجان العين السينمائي الدولي في دورته الثالثة خلال يناير 2021م. حيث رصدت الجائزة لتشجيع كتّاب السيناريو وتكريما لروح الكاتب. كما كرّمه المهرجان أيضا في 23 يناير 2021م ضمن برنامج «تكريم إنجازات الفنانين» تقديرا لمسيرة الفنانين الحافلة في صناعة السينما، والذي كان أحدهم.

- دورة فريد رمضان: أطلقت إدارة مهرجان البحرين السينمائي اسمه على دورته الأولى التي أقيمت خلال أبريل 2021م،[14] كما رصدت إدارة المهرجان «جائزة فريد رمضان لأفلام الطلبة» برعاية «نوران بيكتشرز».[15]

- جائزة فريد رمضان للرواية العربية – الدورة الأولى: وهي جائزة مستحدثة تزامنت مع الذكرى السنوية الأولى، تكريما لاسمه وروحه، حيث أطلقا مسعى للنشر والتوزيع، ونوران بيكتشرز هذه الجائزة تشجيعا للطاقات الشبابية الجادة، وفيها رصدت جائزتين اثنتين، يحصل فيها الفائزين على: طباعة ونشر وتسويق العمل الفائز ضمن إصدارات مسعى للنشر والتوزيع، بالإضافة إلى درع فني.[16][17][18]

- كتاب «مصل الحكاية»: قدم مختبر سرديات البحرين بالتزامن مع الذكرى السنوية الأولى، كتابهم الأول «مصل الحكاية» برعاية دار الفراشة بالكويت. شارك في الكتاب مجموعة كبيرة من أصدقاء الكلمة بالنصوص، والشهادات، والمقالات، والحوارات مثل؛ قاسم حداد، وفوزية السندي، وحسن مدن، وجمال عبد الرحيم، وأحمد العجمي، وخالد الرويعي وكريم رضي.[19][20][21]

- جائزة فريد رمضان السينمائية: تحت شعار "الإيمان والحب والشغف هو من خلق فرادة فريد، وهو من خلّدها" في ذكرى الراحل (فريد رمضان) أُطلقت هذه الجائزة المستحدثة في المهرجان السينمائي البحريني "صنع بشغف" الذي أقامه مركز عيسى الثقافي، وذلك بتاريخ 8 أبريل 2022م، وهي برعاية نوران بيكتشرز.[22][23]
- كتاب: فريد رمضان: حكايتنا البحرينية – بمناسبة الذكرى السنوية الثانية لرحيله دشن في يوم 4 نوفمبر هذا الكتاب الصادر من دار ورق للنشر وبدعم من نوران بيكتشرز. في الكتاب 55 مشاركة من أصدقاء الكلمة، توزعت بين النصوص والشهادات والدراسات، وقد ترافق ذلك مع احتفالية موسيقية باسم "عطر الأصدقاء"؛ وقصائد مغناة من كتاب "نوران"، كما أذيعت أسماء الفائزين بجائزة فريد رمضان للرواية العربية، الدورة الأولى 2022م .. أقيمت الاحتفالية في بيت صالح بن محمد جمشير بالمحرق.[24][25]
- دورة المؤلف البحريني فريد رمضان – الدورة الثالثة 2023م – لـجائزة علاء الجابر للإبداع المسرحي – فرع النصوص الموجهة للكبار، دولة الكويت.[26][27]
- كتاب الهويات .. دراسات نقدية في روايات فريد رمضان. عن هيئة البحرين للدراسات والآثار/ البحرين 2024م لـ مجموعة مؤلفين: د. محمد الخزاعي، د. مي السادة، الروائي رسول درويش.[28]
- كتاب "سفر الريح .. دراسات وبحوث في المنجز الأدبي لفريد رمضان" دار ورق للنشر/ البحرين 2024م، دشن باسم نوران بيكتشرز وفريق "الحرف الثالث" وهن: الكاتبة أمل عبدالوهاب، الشاعرة فضيلة الموسوي، الأستاذة أميرة عيسى، كما دشن ذلك الكتاب مع الطبعة الثانية لمجموعته القصصية "البياض" بمناسبة الذكرى السنوية الرابعة وذلك عن وذلك في 14 نوفمبر 2024م، بمساحة الرواق للفنون، ترافق مع ذلك احتفالية موسيقية وقصائد مغناة من كتاب "البياض" تناوبا عليها الفنان محمد المرباطي، والشاعرة فاطمة محسن.[29]

## أعماله التي صدرت بعد الرحيل
- عطرٌ أخير للعائلة – سيرة ناقصة – دار الفراشة للنشر والتوزيع / الكويت 2021 (طبعة ثانية مزيدة).[30]

- معرض «طريق الحج»: لمسة وفاء في الذكرى السنوية الأولى (6 نوفمبر 2021) حيث افتتحت هيئة البحرين للثقافة والآثار في بهو متحف البحرين الوطني، معرض طريق الحج وهو آخر الكتب الفنية المشتركة بين الكاتب فريد رمضان والفنان جمال عبد الرحيم، فيما خطّ العنوان عبدالإله العرب. يقول عبد الرحيم: الكتاب يقارب مفهوم التصوف لديه ولدى الكاتب، حيث اشتغل رمضان على مفهوم الحج في مختلف الديانات السماوية والأرضية بنصوص قصيرة، فيما اشتغل عبد الرحيم من ناحية فنية على جماليات الخطوط واللون برؤية حديثة سخّر فيها خبرته طوال 35 عاما في فن الحفر. يضم الكتاب 82 عملا فنيا ومصحوبا بترجمة النصوص للغة الإنجليزية.[31][32][33]
- المحيط الإنكليزي: رواية – دار سؤال / لبنان، 2021 (الطبعة الثانية).[34][35]

- كتاب: الحاجز .. يوميات أول فيلم روائي بحريني .. دار أفكار للنشر والثقافة - البحرين/ 2022م وذلك بمناسبة الذكرى الثالثة لرحيله، دُشن هذا الكتاب في 4 نوفمبر 2023م، والفيلم من إخراج بسام الذوادي، سيناريو وحوار الكاتب أمين صالح، كما شارك في الحوار الشاعر علي الشرقاوي. يحتوي الكتاب على أرشيف الراحل رمضان من تغطيات الصحف والمجلات المحلية والخليجية والعربية عن الفيلم. الكتاب من إعداد "الحرف الثالث" وهن: الكاتبة أمل عبدالوهاب، والأستاذة أميرة عيسى، والشاعرة فضيلة الموسوي.. أقيمت الفعالية بفضاء مشق بمجمع العالي.[36][37]
- البياض – قصص قصيرة - دار ورق للنشر/ البحرين 2024م (الطبعة الثانية).[29]